# Der Tote in der Mauer
Der Tote in der Mauer ist ein deutscher Kriminalfilm von Markus Imboden und Holger Karsten Schmidt aus dem Jahr 2008. Die Hauptrollen sind mit Michael Mendl, Anna Maria Mühe, Frank Giering und Devid Striesow besetzt.

## Handlung
Nach 46 Dienstjahren will sich Hagen Dudek, Kriminalhauptkommissar in einem Dorf nahe Bremen, in den Vorruhestand verabschieden und begrüßt seinen Nachfolger, Kriminalhauptkommissar Klaus Wendt. Unerwartet muss er nun an seinen letzten zwei Arbeitstagen noch mit an einem Mordfall arbeiten. Eine einbetonierte Leiche wird bei Abbrucharbeiten geborgen. Schnell stellt sich heraus, dass es sich bei dem Toten um Michael Lehmann handelt, der im Dorf seit 16 Jahren vermisst wird. Zu der Zeit gab es einen Mordfall an einem sechsjährigen Jungen, und Lehmann war der letzte, der das Kind lebend gesehen hatte. Da er ein vorbestrafter Sexualtäter war, wurde er sofort der Tat bezichtigt. Bei der Gerichtsverhandlung musste er jedoch mangels Beweisen freigesprochen werden. Kurze Zeit später verschwand Lehmann, was niemanden im Dorf weiter verwunderte.
Für Polizeikommissarin Simone Westermann, die zusammen mit ihren beiden Kollegen den Fall zu lösen hat, hätten Nadja und Matthias Krüger, die Eltern des seinerzeit ermordeten Jungen, das stärkste Motiv. Da Lehmann stets seine Unschuld beteuerte und auch seine Ehefrau weiterhin davon überzeugt ist, wäre es möglich, dass es nun gilt, sogar zwei Mörder zu fassen. Dudek sagt kurzerhand seine geplante Reise nach Neuseeland ab und widmet sich dem Fall, den er vor fünfzehn Jahren nicht hatte lösen können. Seinem neuen Kollegen ist das offensichtlich nicht recht, aber er muss es hinnehmen. Zunächst befragen sie noch einmal die Zeugen des alten Falls, darunter auch Ralf Gerlach, der damals oft mit dem kleinen Timm gespielt hatte, obwohl dieser zehn Jahre jünger war. Auch hatte sich an der Kleidung des Jungen ein Blutfleck von Gerlach gefunden. Das Problem ist allerdings, dass er einen eineiigen Zwillingsbruder hat, was eine Beweislage schwierig macht, die Tat nur einem Täter zuzuordnen.
Seltsamerweise halten sich die beiden Kommissare gegenseitig für den möglichen Täter an Timm Krüger bzw. an Michael Lehmann. Dudek hat herausgefunden, dass Wendt als Jugend-Jungen-Fußballtrainer entlassen wurde, weil er einer pädophilen Neigung verdächtig schien. Weiterhin fuhr er zur Mordzeit ein silbernes Auto mit Yin-Yang-Anhänger im Innenraum, in dem er, wie sich später herausstellt, Stefan, einen Freund Timms, mitgenommen hatte. Gegen Dudek spricht, dass er mit Timms Mutter ein Verhältnis hatte und über den Freispruch von Lehmann so wütend war, dass er sogar handgreiflich wurde. Sie treiben ihre Bemühungen so weit, dass sie gegenseitig heimlich DNA-Proben voneinander nehmen, was am Ende ins Leere läuft. Dadurch sprechen sie sich aber miteinander aus und arbeiten nun wirklich gemeinsam an dem Fall.
Ihr Hauptverdächtiger ist noch immer einer der Gerlach-Brüder. Frank gilt als gewalttätig und könnte auf Timm eifersüchtig gewesen sein, da dieser zu dem Zeitpunkt öfter mit seinem Bruder zusammen sein konnte als er. Bei einer Vernehmung machen sich die Zwillinge einen Spaß, indem sie beide unabhängig voneinander die Tat zugeben. Damit stehen die Ermittler wieder ohne Ergebnis da. So versuchen sie die Brüder einzuschüchtern, doch noch während sie eine groß angelegte Hausdurchsuchung bei den Gerlachs durchführen, verschwindet Wendts Sohn für einige Stunden. Gleichzeitig gerät er von der Staatsanwältin unter Druck, da er Dudek ermitteln lässt, obwohl dieser sich offiziell nicht mehr im Dienst befindet. Er ahnt, dass die Anzeige von den Gerlachs stammt. Doch ändert das nichts daran, dass die Brüder weiter unter dringendem Tatverdacht stehen. Ralf Gerlach wird verhaftet und im Revier eingesperrt, nachdem bei der Hausdurchsuchung anscheinend die Unterhose des ermordeten Timm gefunden worden ist.
Während sich Westermann nachts allein im Revier befindet, nutzt sie die Gelegenheit zum Aufräumen, und zwar sowohl der Unterlagen, die Dudek von sich zuhause aufbewahrt hatte, als auch der Unterlagen, die bei der Hausdurchsuchung beschlagnahmt wurden. Ihr fällt auf, dass sich das Yin-Yang-Symbol sowohl in Stefans Aussage als Zeichnung wiederfindet als auch in den konfiszierten Gegenständen aus dem Haus der Gerlachs. Letzteres ist eine Zeichnung, offenbar ein Geschenk von Timm an seinen großen Freund, und auch hier findet sich das Yin-Yang-Zeichen. Damit gibt es möglicherweise eine Verbindung von Wendt und Timm, die Westermann in diesem Moment aber nicht erkennen kann.
Stattdessen findet sie Ralf Gerlach erhängt in seiner Zelle. Weil sie die Zusammenhänge mit dem Yin-Yang-Zeichen nicht wissen kann, begeht Westermann nun den Fehler, Wendt um Hilfe anzurufen, der sich sofort auf den Weg macht. Nun erst kontaktiert die Polizistin auch ihren früheren Vorgesetzten, der angesichts von Gerlachs Tod zunächst zufrieden ist, weil er dies als Schuldeingeständnis interpretiert. Da ihr aber die Geschichte mit den Yin-Yang-Zeichen sonderbar vorkommt, teilt Westermann diese Beobachtung Dudek ebenfalls mit, der sofort die Zusammenhänge erkennt. Außerdem vermutet Dudek, dass die Unterhose von Wendt den Verdächtigen untergeschoben worden sein könnte. Statt nun aber seine junge Kollegin über seinen Verdacht gegen seinen Nachfolger aufzuklären, warnt er sie nur, die Zeichnungen keinesfalls Wendt zugänglich zu machen.
Doch es ist zu spät: In dem Moment, wo Westermann das Telefonat beendet hat und die Zeichnungen unzugänglich verwahren will, trifft Wendt ein. Die Zeichnungen liegen offen für ihn sichtbar aus, und Wendt erkennt, dass er damit überführt wäre. Er weiß nicht, dass Dudek auch Bescheid weiß, und hält seine Kollegin für die einzige noch bleibende Gefahr. Er erschießt sie mit zwei Schüssen und versucht, den Mord dem Gehängten anzuhängen. Wendt muss nun nur noch die Zeichnungen verschwinden lassen, um seine Spuren zu verwischen, stellt aber dann in der Anrufliste des Dienst-Telefons fest, dass seine Kollegin kurz davor mit Dudek telefoniert hatte. Somit muss er auch diesen letzten Zeugen aus dem Weg räumen. Dazu schleicht er sich in Dudeks Haus, wird jedoch von ihm bemerkt. Im Kampf miteinander gibt Wendt zu, Timm getötet zu haben, weil der damals einfach nicht mehr mit ihm spielen wollte. Als es Wendt gelingt, seine Waffe gegen Dudek zu richten, fällt plötzlich ein Schuss durchs Fenster, und Wendt stützt getroffen zu Boden. Frank Gerlach stürmt herein und macht nun beide Ermittler für den Tod seines geliebten Bruders verantwortlich. Aus Liebe zu ihm hat er auch damals Lehmann ermordet, weil sein Bruder todunglücklich über dessen Freispruch gewesen ist. Als Dudek ihm sagt, dass er mit Wendt den Mörder von Timm getötet hat, lässt er von Dudek ab und ergreift die Flucht.
Simone Westermann ist doch nicht, wie erwartet, tot, sondern Dudek besucht sie in einer Klinik. Durch den Schuss wurde lediglich ihr Sprachzentrum getroffen, was mit viel Übung wieder reparabel ist. Noch in der Klinik verabschiedet sich Dudek von ihr, der sie noch einmal besucht und ihr mitteilt, sich nun auf seine große Reise zu begeben. Sie weiß, dass er unheilbar krank ist und sie ihn sicher nicht wiedersehen wird.

## Hintergrund
Der Tote in der Mauer wurde im Auftrag des ZDF von der Bremedia Produktion produziert und in Bremen gedreht. Am 17. November 2008 wurde er zur Hauptsendezeit im Zweiten Deutschen Fernsehen erstgesendet.
Frank Giering, hier als Kommissar Wendt zu sehen, spielte zu dieser Zeit an der Seite von Christian Berkel die Hauptrolle in der ZDF-Krimiserie Der Kriminalist. Devid Striesow ist einer Doppelrolle zu sehen.

## Rezeption

### Einschaltquoten
Die Erstausstrahlung von Der Tote in der Mauer am 17. November 2008 wurde in Deutschland von 6,25 Millionen Zuschauern gesehen und erreichte einen Marktanteil von 18,8 Prozent für Das Erste. Bei der werberelevanten Zielgruppe der 14- bis 49-Jährigen sahen 1,33 Mio. Zuschauer den Film und erreichten damit 9,7 Prozent.

### Kritiken
Rainer Tittelbach von Tittelbach.tv urteilt über diese „intelligente Fernsehunterhaltung“ die „zwei Polizisten im Belauerungszustand“ zeigt: „‚Der Tote in der Mauer‘ ist ein außergewöhnlich guter Krimi. Ein Katz-und-Maus-Spiel, das immer wieder mit neuen Wendungen aufwartet, ist dieser mitunter beklemmende Film von Markus Imboden. Holger Karsten Schmidt hat Figuren entworfen, die sich nicht ins Herz schließen lassen, die vom Schicksal gebeutelt und innerlich zerrissen sind und gegenüber denen Misstrauen angesagt ist, und der Autor setzt auf eine Dramaturgie, die eine entsprechende Flexibilität und gegen Ende eine gewisse Lust am lapidar Schockhaften vom Zuschauer verlangt. Der ZDF-Fernsehfilm bedient die Muster des beliebten Provinzkrimi immer so weit, dass er auch die Fans des konventionellen Whodunit ködert, bevor er diese Muster in Coen-Brüder-Manier bricht und lakonisch zersetzt.“
Die Focus-Online-Autorin Carin Pawlak meint anerkennend: „Fernsehen ist viel besser als sein Ruf. Man muss es nur die richtigen Leute machen lassen.“ Sie lobt das „Entschleunigte[s] Entertainment [und meint:] Menschen spielen Wildwest im hohen Norden. So schön kann ein erdschwerer Krimi sein.“
Die Kritiker der Fernsehzeitschrift TV Spielfilm geben diesem Krimi den Daumen nach oben und meinen: Ein kühn konstruierter, aber extrem packend und atmosphärisch inszenierter Thriller zwischen Dorfkrimi und Psychoduell. Gekonnt spielt Regisseur Imboden („Bella Block“) mit den Erwartungen der Zuschauer, die er mehr als einmal in die Irre führt. Fazit: „Packender Psychokrimi aus der Provinz.“